# 檢控官 (英聯邦王國)
檢控官（英語：Crown prosecutor）是英聯邦王國及其他司法管轄區授予政府檢察官的職銜，其負責在刑事審訊中行使檢控的職能。

## 例子
- 英格蘭及威爾斯皇家檢控署（英格蘭及威爾斯）
- 檢控官（英语：Crown prosecutor (Australia)）（澳洲）
- 檢控官（英语：Crown prosecutor (New Zealand)）（紐西蘭）
- 檢控官（crown attorney；加拿大）
  - 在紐賓士域省、亞伯達省及魁北克省仍為crown prosecutor[1][2]
- 律政司（Attorney General）
- 地方檢控官（District Attorney；美國）
- 英皇按察使（King's Advocate）
- 英廷按察使（Crown Advocate）